# 1900 v letectví
Tento článek obsahuje seznam událostí souvisejících s letectvím, které proběhly roku 1900.

## Události

### Červenec
- 2. července – Hrabě Ferdinand von Zeppelin vzlétá se svou první ztuženou vzducholodí LZ 1 z Bodamského jezera u Friedrichshafenu. Vzducholoď nese 5 pasažérů na 20minutový let.